# San Vito di Cadore
San Vito di Cadore – miejscowość i gmina we Włoszech, w regionie Wenecja Euganejska, w prowincji Belluno.
Według danych na styczeń 2009 gminę zamieszkiwało 1815 osób przy gęstości zaludnienia 29,5 os./1 km².